# Not Enough Love in the World
«Not Enough Love in the World» — рок-песня, написанная Доном Хенли, Дэнни Кортчмаром и Бенмонтом Тенчем. Песня была записана и выпущена Доном Хенли в 1985 году как сингл. Песня рассказывает об окончившихся отношениях пары, и протагонист говорит о том, что всё ещё любит своего бывшего партнера. По слухам, эта песня об отношения Хенли со Стиви Никс.

## О песне
Выпущенная как сингл в 1985 году с альбома Building the Perfect Beast, песня стала топ-40 хитом в чарте Billboard Hot 100. Видеоклип на песню снял Тимоти Хаттон

## Чарты
| Чарт (1985)                                  | Место |
| -------------------------------------------- | ----- |
| RPM Adult Contemporary                       | 3     |
| RPM Top Singles                              | 63    |
| U.S. Billboard Hot 100                       | 34    |
| U.S. Billboard Hot Adult Contemporary Tracks | 6     |
| U.S. Billboard Hot Mainstream Rock Tracks    | 17    |

## Версия Шер
В 1996 году Шер выпустила кавер-версию песни как третий официальный сингл для Европы с альбома It's a Man's World. Сингловая версия песни короче альбомной и слегка замикширована.

### Список композиций
UK CD Maxi-Single (WEA052CD)
1. Not Enough Love in the World (Single Mix)
2. One by One (Sam Ward Mix)
3. One by One (Junior Vasquez Club Vocal Mix)

### Официальные версии
- Main UK Version (4:24)
- Main US Version (Sam Ward Mix) (4:25)
- Single Edit (3:45)

## Чарты
| Чарт (1996)      | Место |
| ---------------- | ----- |
| UK Singles Chart | 31    |